# 300 jours de colère
Pour plus de détails, voir Fiche technique et Distribution.
300 jours de colère est un téléfilm documentaire français réalisé par Marcel Trillat, sorti en 2002.

## Synopsis
Le 22 juin 2001, les 123 salariés de la filature Delebart-Mallet du groupe Mossley à Hellemmes près de Lille apprennent brutalement la liquidation de leur entreprise. C'est le début d'une longue lutte avec pour enjeu l'obtention d'un plan social digne de ce nom. D'août 2001 jusqu'à mars 2002, le documentaire suit les différents moments de ce conflit.
Le film constitue le premier volet d’une trilogie documentaire consacrée au monde du travail (avec Les prolos et Femmes précaires).

## Fiche technique
- Réalisation : Marcel Trillat
- Société de production : VLR productions
- Éditeur en DVD : Compagnie des Phares et Balises
- Distribution : France Télévision
- Pays d'origine :  France
- Langue : Français
- Format : Betacam SP
- Durée : 80 minutes
- Date de sortie : 2002